# Axel Pehrsson-Bramstorp

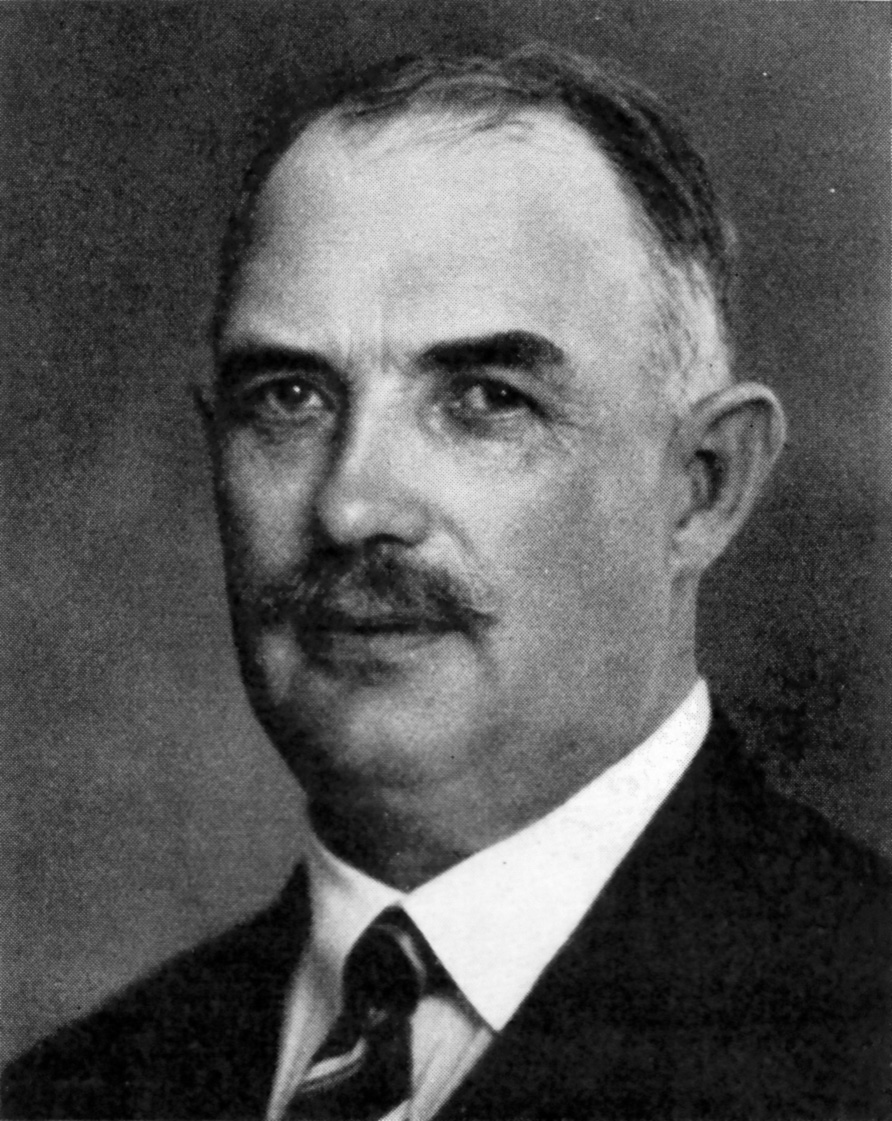
Axel Pehrsson-Bramstorp.

Axel Alarik Pehrsson-Bramstorp (Ystad, 19 augustus 1883 - Trelleborg, 19 februari 1954) was een Zweeds politicus en premier.

## Familie en beroepsloopbaan
Axel Pehrsson kwam uit een boerenfamilie. Ter ere van zijn familieboerderij voegde hij in 1937 de naam Bramstorp toe aan zijn achternaam. Nadat zijn vader in 1897 overleed, moest hij vervroegd de school verlaten om op de boerderij te helpen. Later volgde hij een avondcursus aan de volksschool. Als landbouwer kon hij in de volgende jaren meerdere boerderijen overnemen.

## Politieke loopbaan
In 1912 werd Pehrsson verkozen tot lid van de Provinciale Landdag van Malmöhus län. Van 1918 tot 1921 zetelde hij namens de Vrijzinnige Vereniging in de Zweedse Rijksdag. In 1921 werd hij niet herkozen.
Kort nadien trad hij toe tot de Boerenliga en zetelde voor deze partij van 1929 tot 1949 opnieuw als afgevaardigde in de Rijksdag. Van 1934 tot 1949 was Pehrsson de partijvoorzitter van de Boerenliga.
Nadat de sociaaldemocratische premier Per Albin Hansson na een stemmingsnederlaag in het parlement op 19 juni 1936 aftrad, werd Pehrsson door koning Gustaaf V benoemd tot de nieuwe premier. Tegelijkertijd was hij minister van Landbouw. Hij leidde een minderheidsregering die enkel gesteund werd door de Boerenliga. Na de verkiezingen van 1936, waarbij de sociaaldemocraten opnieuw wonnen, trad hij op 28 september 1936 al af als premier. Wegens zijn korte regeerperiode wordt de regering van Axel Pehrsson-Bramstorp ook wel de "vakantieregering" genoemd.
Nadat Hansson een tweede regering vormde, een coalitieregering van de Boerenliga en de Sociaaldemocratische Arbeiderspartij, werd Pehrsson in diens regering minister van Landbouw en bleef dit tot en met 31 juli 1945.
Toen de Boerenliga in 1945 uit de regering verdween, bleef hij partijvoorzitter van de Boerenliga en parlementslid. Hij werd tevens de voorzitter van de Nationale Landbouwbond. In 1949 moest hij al zijn ambten neerleggen nadat hij een hersenbloeding had gekregen en het hierdoor rustiger aan moest doen. Hij overleed in 1954.
- Gemeinsame Normdatei: 119124203
- International Standard Name Identifier: 0000 0000 8388 1181
- Library of Congress Control Number: no2010161824
- LIBRIS: 83051
- Virtual International Authority File: 62351347
- WorldCat: E39PBJkHrbv6r9PF8ccTvH4wmd